# Nicolai Gottlieb Blædel

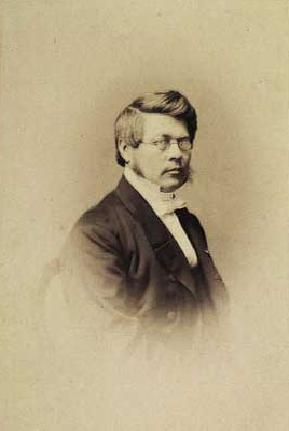
Nicolai Gottlieb Blædel.

Nicolai Gottlieb Blædel, född den 26 december 1816 i Stubbekøbing, död den 15 juli 1879 i Köpenhamn, var en dansk präst. Han var måg till Poul Dons och farfar till Nic Blædel.
Blædel blev student 1836 och teologie kandidat 1841. Efter några års arbete som lärare blev han 1849 präst vid Almindelig Hospital och Abel Cathrines Stiftelse i Köpenhamn, 1853 kaplan vid Garnisonskirken och 1859 sognepræst där. Blædel var en av sin tids mest betydande predikanter i den danska huvudstaden. Hans allvarliga förkunnelse samlade ovanligt många åhörare och genom sitt oförfärade uppträdande under koleraåret 1853 vann han allas aktning. Han var själen i många praktiska kyrkliga verksamheter och banade väg för den inre missionen i Köpenhamn. Han sökte inta en mellanställning mellan de olika kyrkliga riktningarna, av vilka han dock hade svårast att förlika sig med grundtvigianismen, mot vilken han utgav ett par stridsskrifter (1873). Han utgav vidare tre predikosamlingar och Udvidet Konfirmationsundervisning eller evangelisk-luthersk Kirkelære (1876, 2:a upplagan 1884). 